# Out in L.A.
| Críticas profissionais | Críticas profissionais |
| Avaliações da crítica  | Avaliações da crítica  |
| Fonte                  | Avaliação              |
| ---------------------- | ---------------------- |
| allmusic               | link                   |

Out in L.A. é um álbum de compilações da banda estadunidense de funk-rock Red Hot Chili Peppers, lançado em 1994, com gravações entre 1984 e 1991. 

## Faixas
1. "Higher Ground" – 5:18
2. "Hollywood (Africa)" – 6:33
3. "If You Want Me to Stay" – 7:03
4. "Behind the Sun" – 4:43
5. "Castles Made of Sand" (ao vivo) – 3:18
6. "Special Secret Song Inside" (ao vivo) – 3:12
7. "F.U." (ao vivo) – 1:17
8. "Get Up and Jump" – 2:37
9. "Out in L.A." – 1:56
10. "Green Heaven" – 3:50
11. "Police Helicopter" – 1:12
12. "Nevermind" – 2:09
13. "Sex Rap" – 1:35
14. "Blues for Meister" – 2:54
15. "You Always Sing the Same" – 0:19
16. "Stranded" – 0:24
17. "Flea Fly" – 0:39
18. "What It Is" – 4:03
19. "Deck the Halls" – 1:02